# 真山譲次
真山 譲次（まやま じょうじ、1949年9月22日 - ）は、日本の元俳優。本名は、田中 勝男。
東京都出身。日本大学卒業。

## 来歴・人物
戦前から戦後にかけて活躍した俳優の岡譲司を父に持つ。
1968年、立教高等学校在学中に、TBS系のテレビドラマ『オレと彼女』でデビュー。芸名の「譲次」は父親の芸名である「譲司」の変名で、「真山」は父親の芸名の「岡」より大成するようにと命名された。
1969年、大学進学と同時に俳優への道を本格的に志すようになり、TBS系『柔道一直線』に赤月旭役で出演。当時のプロフィールでは「『オレと彼女』はひねくれた役で、今回も嫌味な役です。柔道は未経験なので、出演前に訓練しました」と述べている。
1973年、特撮テレビドラマ『人造人間キカイダー』で、サブロー（悪役ロボット・ハカイダーの人間体）役を演じた。主演を務めた伴大介は真山について、「どちらかといえばおとなしい感じだった。サブローそのままのイメージ」と語っている。
1970年代後半に芸能界を引退し、その後は実業家に転身したという。
趣味は、ドライブ。特技は、日本舞踊、ギター、三味線。

## 出演

### テレビドラマ
- オレと彼女（1968年、TBS）
- 東京コンバット 第12話「蒼い爆発」（1968年、CX）
- 柔道一直線（1969年 - 1971年、TBS） - 赤月旭
- 闘魂（1970年 - 1971年、NTV） - 紋太
- 千葉周作 剣道まっしぐら 第20話「母を呼ぶ剣」（1971年、TBS） - 大杉主税
- プレイガール 第118話「呪いの森に埋められた女」（1971年、12ch）
- おひかえあそばせ 第3話「居候仁義」（1971年、NTV）
- ワンパク番外地（1971年、12ch）
- 木下恵介・人間の歌シリーズ / 冬の華（1971年、TBS）
- 刑事くん 第1部 第14話「青春のハート」（1971年、TBS） - 早川清
- ライオン奥様劇場 （CX）
  - 続・大奥の女たち（1972年） - 有栖川宮熾仁
  - 若草物語（1973年） - 岩城隆
- 水曜劇場 / はーいただいま（1972年、TBS）
- 決めろ!フィニッシュ 第9話「15才の海」、第10話「太陽のけものたち」（1972年、TBS） - 荒井
- 特別機動捜査隊（NET）
  - 第584話「新鮮な女」（1973年） - 風見洋次
  - 第784話「ドキュメント逃亡」（1976年） - 松田和雄巡査
- どっこい大作 第7話「ラーメン一パイたんこぶ10コ」（1973年、NET） - 浅井健二
- 人造人間キカイダー 第38話「ハカイダーがジローを殺す!」 - 第42話「変身不能!? ハカイダー大反逆!」（1973年、NET） - サブロー
- ゲンコツの海 第17話「オキナワ・初恋・恋仇」（1973年、KNB） - 仲里登
- 昼下がりの化粧（1973年、KNB） - 勝巳
- 水滸伝 第25話「山東に立つ最後の猛将」（1974年、NTV） - 魏定国
- 若い!先生 第14話「ふるさとへの伝言」（1974年、TBS） - 石黒亮
- 特捜記者 第8話「消えた女の死体」（1974年、KTV）
- バーディー大作戦 第35話「1975 白銀に舞う大アクション!」 （1975年、TBS）
- ジグザグブルース 第1話「婚約者を捜して!」 （1977年、ANB）
- Gメン'75 第109話「新東京国際空港の悪霊」（1977年、TBS） - 山上
- 特捜最前線 第22話「標的・ある女の情炎」（1977年、ANB） - 稲垣守
- 新五捕物帳 第44話「阿波木偶秘聞・後編」（1978年、NTV） - 若い男
- ゆうひが丘の総理大臣 第15話「幸福つかまえた!」（1979年、NTV） - 山森先生の見合い相手

### 映画
- 喜劇 男の子守唄（1972年、松竹） - 健